# Ferdinand I. (Sizilien)

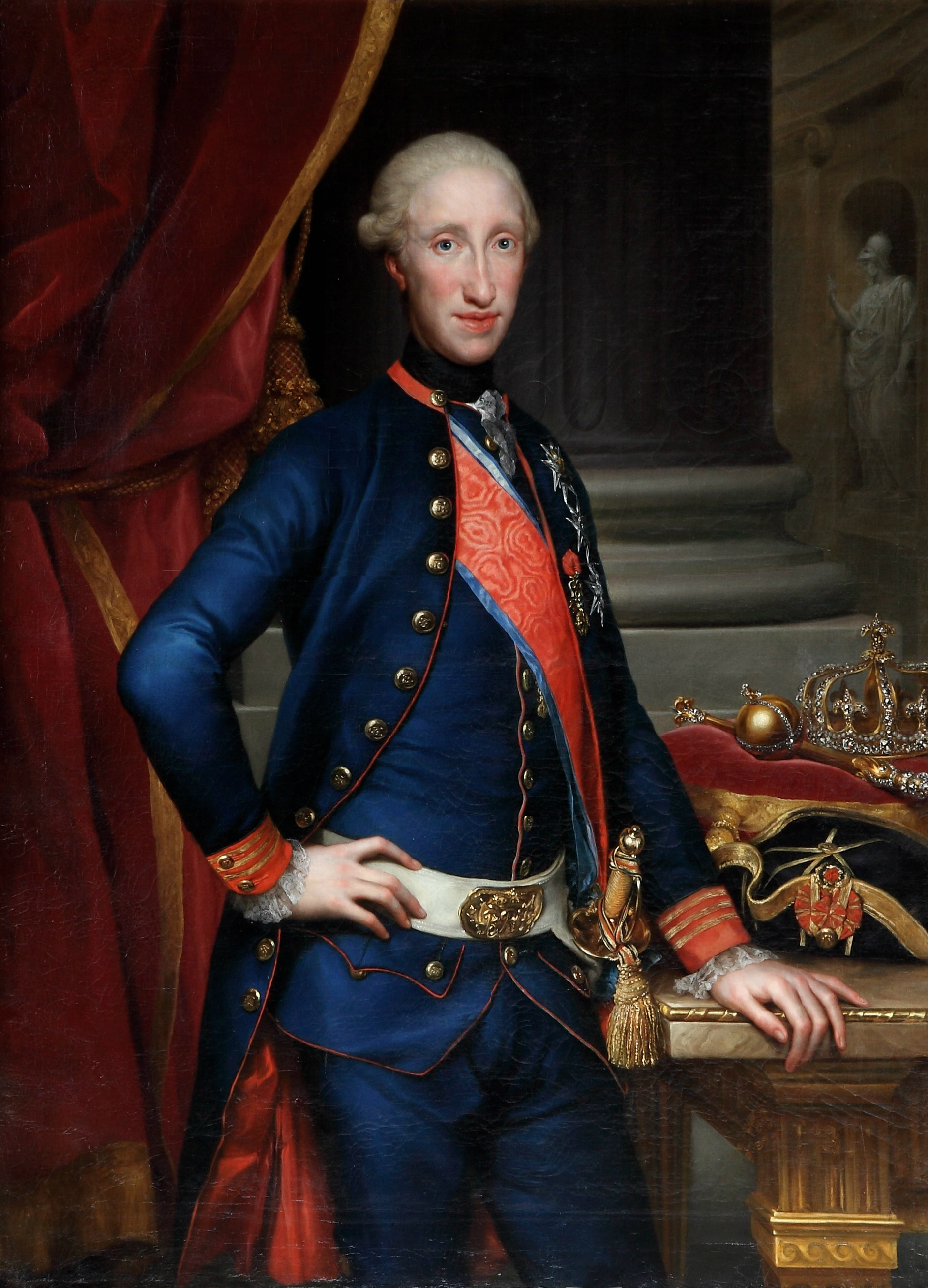
Ferdinand IV. (I.) von Neapel und Sizilien

Ferdinando Antonio Pasquale Giovanni Nepomuceno Serafino Gennaro Benedetto von Bourbon (* 12. Januar 1751 in Neapel; † 4. Januar 1825 ebenda) war Infant von Spanien und als Ferdinand IV. König von Neapel (6. Oktober 1759 – 23. Januar 1799; 13. Juni 1799 – 30. März 1806; 22. Mai 1815 – 12. Dezember 1816), als Ferdinand III. König von Sizilien (1759–1815) und als Ferdinand I. König beider Sizilien (1815/16–1825).

## Leben
Ferdinand wurde 1751 als dritter Sohn Karls III. von Spanien (1716–1788) und der Prinzessin Maria Amalia von Sachsen (1724–1760) in Neapel geboren.

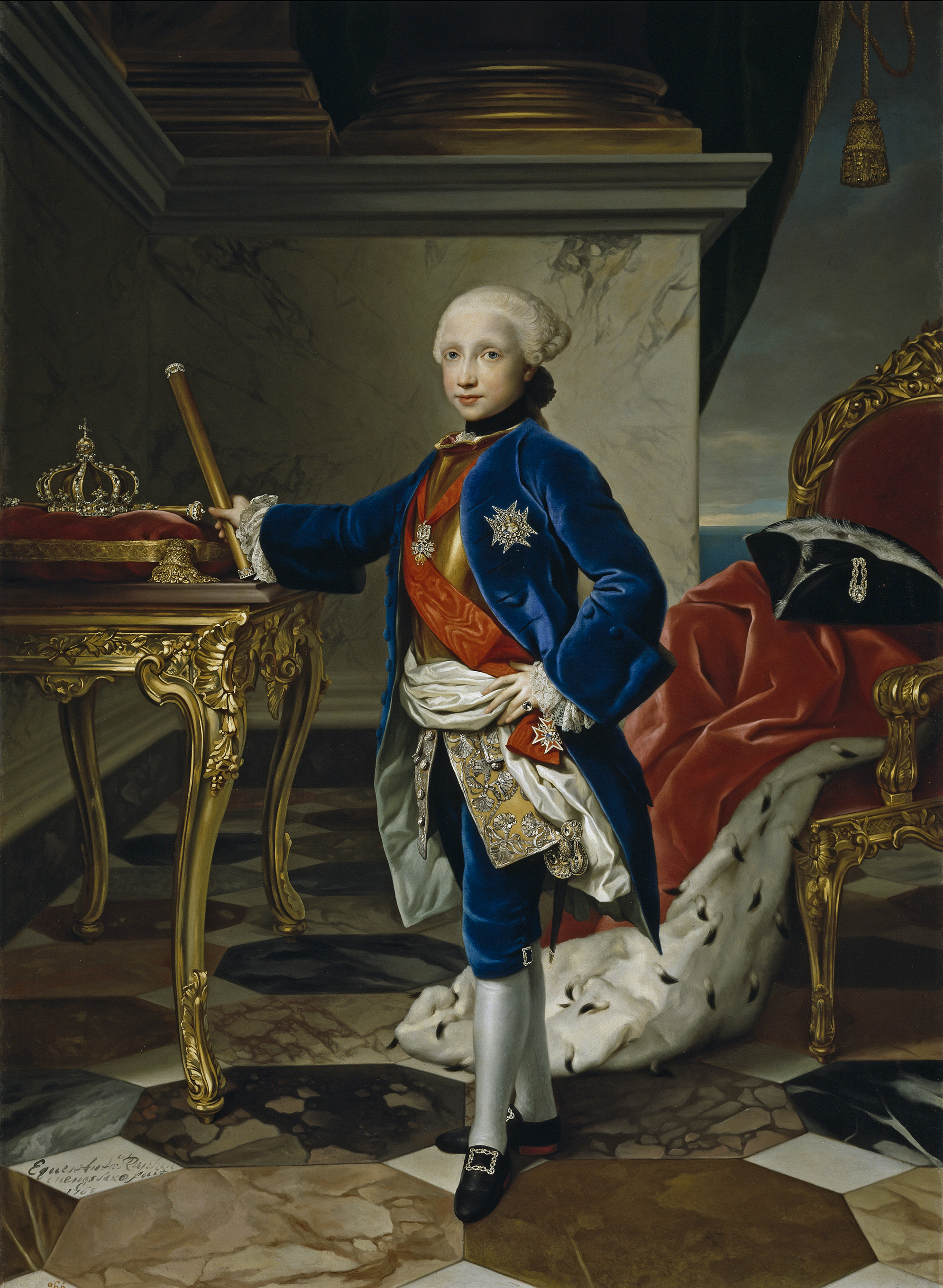
Ferdinand als König von Neapel und Sizilien im Alter von neun Jahren, 1760

### Unter Vormundschaft
Als der Vater 1759 den spanischen Thron bestieg, folgte ihm der Sohn als Ferdinand IV. von Neapel und Sizilien als König nach. Ferdinand war zu jung, um die volle Verantwortung eines Souveräns zu übernehmen. Das Herrschaftsgebiet Neapel-Sizilien setzte sich aus dem Königreich Neapel und dem Königreich Sizilien zusammen. Die beiden Königreiche wurden in Personalunion regiert. Ein Regentschaftsrat aus folgenden Würdenträgern wurde gebildet: General Don Michele Reggio, Bailli der Malteser; Jacopo Milano, Prinz von Ardore und Marquis von San Giorgio; Pietro Bologna, Prinz von Camporeale; Giuseppe Pappacorda, Prinz von Céntola; Bernardo Tanucci, Professor für Recht; Domenico Cattaneo, Prinz von San Nicandro; Domenico Di Sangro, Generalkapitän der Armee, und Lelio Carafa, Marquis d'Arienzo.
Im Regentschaftsrat traten bald zwei Persönlichkeiten hervor: Domenico Cattaneo und der Marchese Bernardo Tanucci. Ersterer, der auch als Lehrer des jungen Königs fungierte, interessierte sich für seine Ausbildung und Erziehung; der zweite, einer der bekanntesten toskanischen Juristen seiner Zeit, befasste sich vorrangig mit Recht und politischen Sachverhalten. Tanucci hatte alle Eigenschaften eines guten Staatsministers, er war dynamisch und hatte realistische Visionen einer Regierung; er wusste, dass in Zukunft die Kirche und der Klerus keinen vorherrschenden Anteil mehr am bürgerlichen und politischen Leben des Landes haben würden. Cattaneo, Prinz von San Nicandro, hingegen war konservativ eingestellt und stand für die Wahrung der Privilegien von Adel und Kirche, darüber hinaus hatte er wenig politische Fähigkeiten. Die Bauarbeiten am Palast von Caserta, den König Karl seit 1751 errichten ließ, wurden fortgesetzt.

### Machtübernahme
Marchese Bernardo Tanucci behielt auch, nachdem Ferdinand am 12. Januar 1767 volljährig geworden war, einen entscheidenden Einfluss und regierte im Geiste der Aufklärung.

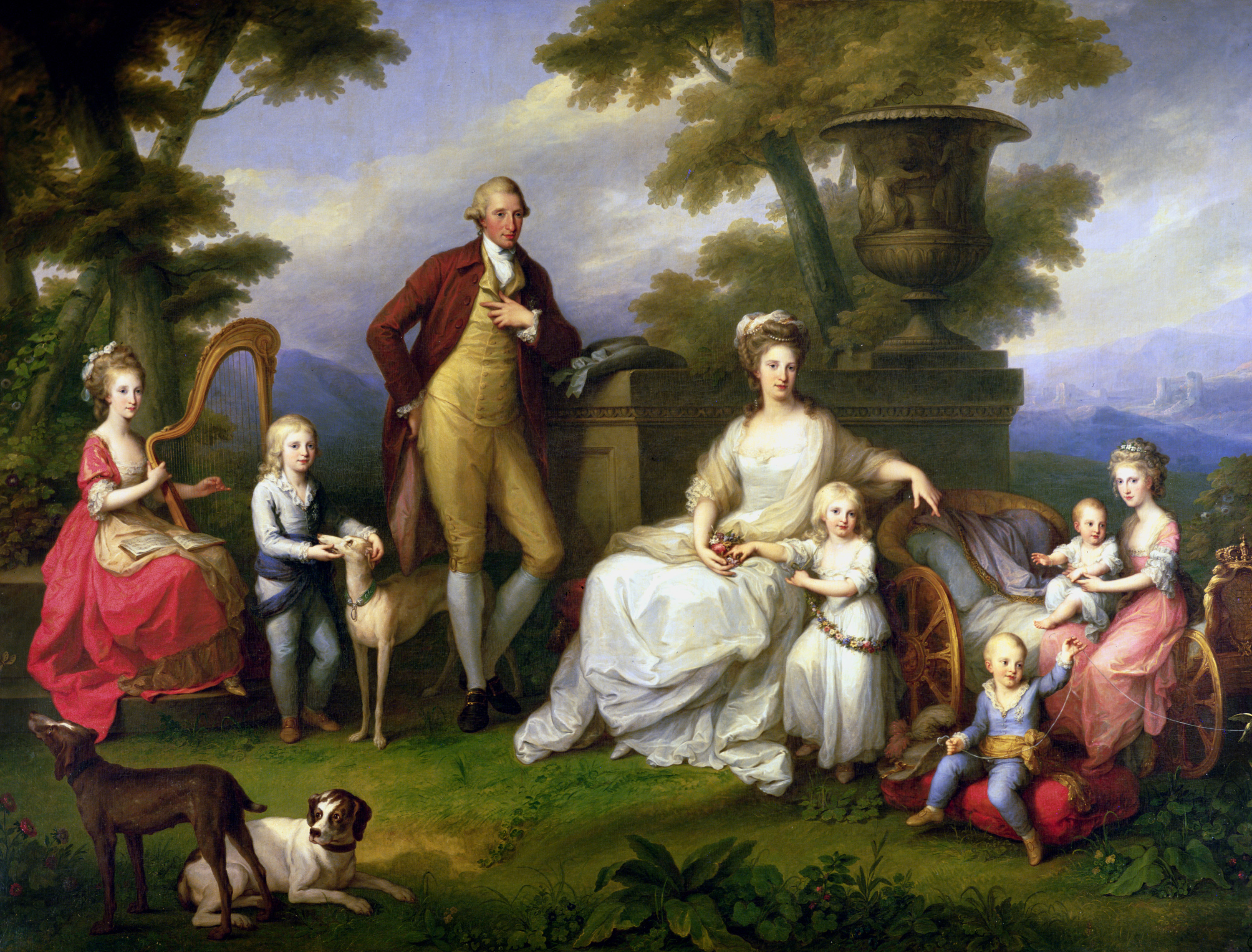
König Ferdinand und seine erste Gemahlin Maria Karolina im Kreise ihrer Kinder; Gemälde von Angelika Kauffmann, 1782

Am 12. Mai 1768 heiratete Ferdinand in Caserta Maria Karolina von Österreich, eine Tochter von Maria Theresia, die nach Tanuccis Rücktritt 1777 faktisch die Regierung übernahm, 1784 Acton zum ersten Minister berief und angesichts der Französischen Revolution ein strenges Polizeiregiment errichtete, den Liberalismus mit scharfen Strafen verfolgte und 1793 der Koalition gegen Frankreich beitrat.
Maria Karolina brachte zwischen 1772 und 1793 18 Kinder zur Welt, darunter den späteren Thronfolger Francesco Gennaro. Als die Französische Revolution ausbrach, befürchtete Maria Karolina aufgrund der großen Armut des Volkes eine Revolution im eigenen Land. Die Sympathien, die sie während der Revolution für die Jakobiner gehegt hatte, verwandelten sich nach der Hinrichtung ihrer Schwester Marie-Antoinette und ihres Schwagers Ludwig XVI. im Jahre 1793 in Abneigung gegen das neue Regime in Frankreich. Aus diesem Grund brachte sie Neapel im Ersten Koalitionskrieg auf die Seite der Gegner Frankreichs, der auch England, Österreich, Preußen, die Niederlande, das Königreich Sardinien und Portugal angehörten. Anfang 1795 gelang es Maria Karolina, einen vertraulichen, an ihren Gatten Ferdinand gerichteten Brief zu entschlüsseln. Dieses Dokument hatte Ferdinand von seinem Bruder, dem spanischen König Karl IV., erhalten, der darin seine Absicht bekundete, sich politisch umzuorientieren und mit Frankreich Frieden zu schließen. Die neapolitanische Königin übergab am 29. April eine Kopie an den britischen Außenminister Lord Grenville.
Im Jahr 1796 gab es in Neapel neuerdings eine veränderte Richtung in der Politik, die Waffenerfolge Bonapartes in Oberitalien schwächten die Partei Österreichs. Die Erfolge der republikanischen Armee in Italien zwangen Ferdinand, 1796 mit der Republik Frankreich Frieden zu schließen. Dennoch verbündete er sich 1798 mit Österreich, Russland und Großbritannien und drang bis Rom vor. Die Folge war das Einrücken eines französischen Heers unter General Championnet in Neapel.
Horatio Nelson erhielt den Auftrag, die königliche Familie, den britischen Botschafter und andere Persönlichkeiten aus der bedrohten Stadt zu schaffen. Etwa 600 Personen schifften sich am 21. Dezember 1798 an Bord der HMS Vanguard und anderer Schiffe ein und verließen am 23. Dezember Neapel. Nach einer stürmischen Überfahrt langten sie am 26. Dezember in Palermo an. Nachdem der König geflohen war, erfolgte die Proklamation der Parthenopeischen Republik am 23. Januar 1799.
Kurz darauf kam es zu royalistischen Aufständen gegen die von Frankreich eingesetzten Regierungen. Neapel konnte am 21. Juni 1799 durch das königstreue Heer unter Kardinal Fabrizio Dionigi Ruffo, das sich in kurzer Zeit formiert hatte, zurückerobert werden. Der Hof kehrte im Januar 1800 nach Neapel zurück und ließ zahlreiche Abtrünnige hinrichten.
Obwohl die Integrität des Königreichs Neapel in einem Vertrag zwischen Spanien und Napoleon festgestellt worden war, musste Ferdinand im Frieden von Florenz mit Frankreich vom 18. März 1801 den Stato dei Presidi abtreten und französische Besatzungen in seinen Staaten zulassen sowie im Neutralitätsvertrag von 1805 versprechen, den Truppen der gegen Frankreich Krieg führenden Mächte die Landung zu verweigern.
Als dennoch im November 1805 ein britisch-russisches Heer in Neapel landete, befahl Napoleon am 27. Dezember 1805 die Absetzung der Dynastie der Bourbonen in Neapel, und Ferdinand musste im Januar 1806 erneut nach Sizilien flüchten. Joseph Bonaparte wurde zum König beider Sizilien erhoben, Ferdinand behauptete sich mit Hilfe der Briten in Sizilien. Am 15. Juli 1808 ernannte Napoleon seinen Schwager Joachim Murat zum König von Neapel. 1811 geriet Ferdinand im britischen Kabinett in die Kritik. Ihm wurde eine brutale, verschwenderische Missregierung vorgeworfen. 1812 überließ er auf Druck Großbritanniens seinem Sohn Franz die Regierung.

### Restauration

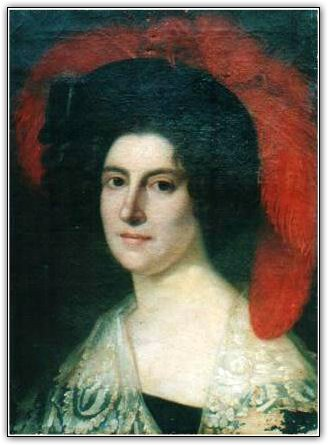
Lucia Migliaccio Herzogin von Floridia

Durch den Wiener Kongress wurde Ferdinand jedoch kurz darauf wieder in sämtliche Rechte eingesetzt. Noch 1812 hob er die zugestandene sizilianische Verfassung auf und zog nach Joachim Murats Flucht am 17. Juni 1815 wieder in Neapel ein. Am 13. Oktober 1815 wurde Joachim Murat standrechtlich erschossen. Königin Maria Karolina verstarb am 8. September 1814 im Exil auf Schloss Hetzendorf an den Folgen eines Schlaganfalls und erlebte die Restauration und die Rückgabe des Thrones im Rahmen des Wiener Kongresses nicht mehr.
Schon am 27. November 1814 hatte sich Ferdinand in Palermo morganatisch mit seiner langjährigen Favoritin Lucia Migliaccio e Borgia, der verwitweten Fürstin von Partanna, vermählt, die er 1815 zur Herzogin von Floridia erhob. 
Ferdinand vereinigte durch Dekret vom 8. Dezember 1816 Sizilien und den Festlandsteil seines Reiches in ein Königreich beider Sizilien und nannte sich von da an Ferdinand I.
Am 16. Februar 1818 schloss er ein Konkordat mit dem römischen Stuhl.

### Revolution und letzte Jahre

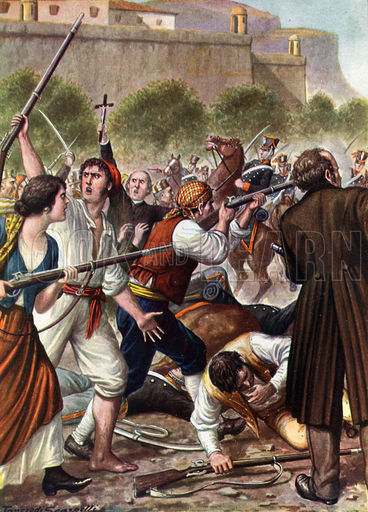
Aufstand in Palermo 1820

Infolge der Revolution der Carbonari von 1820 musste er die spanische Konstitution von 1812 beschwören, erwirkte jedoch 1821 auf dem Laibacher Kongress die bewaffnete Hilfe Österreichs gegen die von ihm eingesetzte Regierung. Im Februar 1821 überquerte ein österreichisches Kontingent von 52.000 Mann unter General Frimont den Po und rückte in fünf Abteilungen vor, um die Städte Ancona, Tolentino, Foligno, Terni, Rieti, Arezzo, Spoleto und Empoli zu sichern. Am 7. März 1821 wurden die von Guglielmo Pepe kommandierten Konstitutionalisten, die 40.000 Mann stark waren, in der Schlacht von Rieti von den österreichischen Truppen geschlagen. Die Österreicher setzten ihren Vormarsch fort und zogen am 23. März ohne Widerstand in Neapel ein. Nach der Intervention der Österreicher widerrief Ferdinand I. die Zusagen der gewährten Verfassung und es folgten harte Strafen gegen die Liberalen. Das finanziell bereits ausgeblutete Land musste infolge der im Land bleibenden starken kaiserlichen Garnison zusätzlich auch für deren Versorgung aufkommen.
Ferdinand I. starb am 4. Januar 1825 im Alter von 73 Jahren und wurde in der Kirche Santa Chiara begraben. Seine Nachfolge trat sein Sohn Franz I. an.

## Nachkommen
Ferdinand hatte mit Maria Karolina von Österreich folgende 18 Kinder:
- Maria Theresa (* 6. Juni 1772; † 13. April 1807), Prinzessin von Spanien und beider Sizilien ⚭ Kaiser Franz II.
- Maria Luisa Amelia Teresa (* 27. Juli 1773; † 19. September 1802), Prinzessin von Spanien und beider Sizilien ⚭ Großherzog Ferdinand III. von Toskana
- Carlo von Neapel-Sizilien (* 4. Januar 1775; † 17. Dezember 1778), Prinz von Spanien und beider Sizilien, Herzog von Kalabrien
- Maria Anna (* 23. November 1775; † 22. Februar 1780), Prinzessin von Spanien und beider Sizilien
- Francesco I. Gennaro (* 19. August 1777; † 8. November 1830), König beider Sizilien
- Maria Cristina (* 17. Januar 1779; † 26. Februar 1783), Prinzessin von Spanien
- Maria Cristina Teresa (* 17. Januar 1779; † 12. März 1849), Prinzessin von Spanien und beider Sizilien ⚭ König Carlo Felice I. von Sardinien-Piemont
- Carlo Gennaro (* 12. April 1780; † 1. Januar 1789), Prinz von Spanien und beider Sizilien
- Giuseppe Carlo (* 18. Juni 1781; † 19. Februar 1783), Prinz von Spanien und beider Sizilien
- Maria Amalia Theresa (* 26. April 1782; † 24. März 1866), Prinzessin von Spanien und beider Sizilien ⚭ Ludwig Philipp von Frankreich
- Maria Cristina, (*/† 19. Juli 1783), Prinzessin von Spanien und beider Sizilien
- Maria Antonietta (* 14. Dezember 1784; † 21. Mai 1806), Prinzessin von Spanien und beider Sizilien ⚭ König Ferdinand VII. von Spanien
- Maria Clothilda (* 18. Februar 1786; † 10. September 1792), Prinzessin von Spanien und beider Sizilien
- Maria Henrietta (* 31. Juli 1787; † 20. September 1792), Prinzessin von Spanien und beider Sizilien
- Carlo Gennaro (* 26. August 1788; † 1. Februar 1789), Prinz von Spanien und beider Sizilien
- Leopoldo (* 2. Juli 1790; † 10. März 1851), Prinz von Spanien und beider Sizilien, Herzog von Salerno
- Alberto Maria (* 2. Mai 1792; † 26. Dezember 1798), Prinz von Spanien und beider Sizilien
- Maria Isabella (* 2. Dezember 1793; † 23. April 1801), Prinzessin von Spanien und beider Sizilien

## Vorfahren
| Ahnentafel Ferdinand I., König beider Sizilien | Ahnentafel Ferdinand I., König beider Sizilien                                            | Ahnentafel Ferdinand I., König beider Sizilien                                                    | Ahnentafel Ferdinand I., König beider Sizilien                                                                     | Ahnentafel Ferdinand I., König beider Sizilien                                                                     | Ahnentafel Ferdinand I., König beider Sizilien                                                              | Ahnentafel Ferdinand I., König beider Sizilien                                                                | Ahnentafel Ferdinand I., König beider Sizilien                                              | Ahnentafel Ferdinand I., König beider Sizilien                                                                      |
| ---------------------------------------------- | ----------------------------------------------------------------------------------------- | ------------------------------------------------------------------------------------------------- | --- | --- | --- | --- | ------------------------------------------------------------------------------------------- | --- |
| Ururgroßeltern                                 | König Ludwig XIV. von Frankreich (1638–1715) ⚭ 1660 Maria Teresa von Habsburg (1638–1683) | Kurfürst Ferdinand Maria von Bayern (1636–1679) ⚭ 1650 Henriette Adelheid von Savoyen (1636–1676) | Ranuccio II. Farnese, Herzog von Parma und Piacenza (1630–1694) ⚭ 1664 Isabella von Este (1635–1696)               | Kurfürst Philipp Wilhelm von der Pfalz (1615–1690) ⚭ 1653 Elisabeth Amalie von Hessen-Darmstadt (1635–1709)        | Kurfürst Johann Georg III. von Sachsen (1647–1691) ⚭ 1666 Anna Sophie von Dänemark und Norwegen (1647–1717) | Markgraf Christian Ernst von Brandenburg-Bayreuth (1644–1712) ⚭ 1671 Sophie Luise von Württemberg (1642–1702) | Kaiser Leopold I. (1640–1705) ⚭ 1676 Eleonore Magdalene von der Pfalz (1655–1720)           | Herzog Johann Friedrich von Braunschweig-Calenberg (1625–1679) ⚭ 1668 Benedicta Henriette von der Pfalz (1652–1730) |
| Urgroßeltern                                   | Louis le Grand Dauphin (1661–1711) ⚭ 1680 Maria Anna Victoria von Bayern (1660–1690)      | Louis le Grand Dauphin (1661–1711) ⚭ 1680 Maria Anna Victoria von Bayern (1660–1690)              | Odoardo II. Farnese, Erbherzog von Parma und Piacenza (1666–1693) ⚭ 1690 Dorothea Sophie von der Pfalz (1670–1748) | Odoardo II. Farnese, Erbherzog von Parma und Piacenza (1666–1693) ⚭ 1690 Dorothea Sophie von der Pfalz (1670–1748) | König August II. von Polen (1670–1733) ⚭ 1693 Christiane Eberhardine von Brandenburg-Bayreuth (1671–1727)   | König August II. von Polen (1670–1733) ⚭ 1693 Christiane Eberhardine von Brandenburg-Bayreuth (1671–1727)     | Kaiser Joseph I. (1678–1711) ⚭ 1699 Wilhelmine Amalie von Braunschweig-Lüneburg (1673–1742) | Kaiser Joseph I. (1678–1711) ⚭ 1699 Wilhelmine Amalie von Braunschweig-Lüneburg (1673–1742)                         |
| Großeltern                                     | König Philipp V. von Spanien (1683–1746) ⚭ 1714 Elisabetta Farnese (1692–1766)            | König Philipp V. von Spanien (1683–1746) ⚭ 1714 Elisabetta Farnese (1692–1766)                    | König Philipp V. von Spanien (1683–1746) ⚭ 1714 Elisabetta Farnese (1692–1766)                                     | König Philipp V. von Spanien (1683–1746) ⚭ 1714 Elisabetta Farnese (1692–1766)                                     | König August III. von Polen (1696–1763) ⚭ 1719 Maria Josepha von Österreich (1699–1757)                     | König August III. von Polen (1696–1763) ⚭ 1719 Maria Josepha von Österreich (1699–1757)                       | König August III. von Polen (1696–1763) ⚭ 1719 Maria Josepha von Österreich (1699–1757)     | König August III. von Polen (1696–1763) ⚭ 1719 Maria Josepha von Österreich (1699–1757)                             |
| Eltern                                         | König Karl III. von Spanien (1716–1788) ⚭ 1738 Maria Amalia von Sachsen (1724–1760)       | König Karl III. von Spanien (1716–1788) ⚭ 1738 Maria Amalia von Sachsen (1724–1760)               | König Karl III. von Spanien (1716–1788) ⚭ 1738 Maria Amalia von Sachsen (1724–1760)                                | König Karl III. von Spanien (1716–1788) ⚭ 1738 Maria Amalia von Sachsen (1724–1760)                                | König Karl III. von Spanien (1716–1788) ⚭ 1738 Maria Amalia von Sachsen (1724–1760)                         | König Karl III. von Spanien (1716–1788) ⚭ 1738 Maria Amalia von Sachsen (1724–1760)                           | König Karl III. von Spanien (1716–1788) ⚭ 1738 Maria Amalia von Sachsen (1724–1760)         | König Karl III. von Spanien (1716–1788) ⚭ 1738 Maria Amalia von Sachsen (1724–1760)                                 |
| Ferdinand I., König beider Sizilien            |                                                                                           |                                                                                                   | | | | |                                                                                             | |

| Vorgänger                                               | Amt                                            | Nachfolger                                                                          |
| ------------------------------------------------------- | ---------------------------------------------- | ----------------------------------------------------------------------------------- |
| Karl IV. Parthenopäische Republik Joachim Murat         | König von Neapel 1759–1799 1799–1806 1815–1816 | Parthenopäische Republik Joseph Bonaparte aufgegangen im Königreich beider Sizilien |
| Karl IV.                                                | König von Sizilien 1759–1816                   | aufgegangen im Königreich beider Sizilien                                           |
| aus den Königreichen Neapel und Sizilien hervorgegangen | König beider Sizilien 1816–1825                | Franz I.                                                                            |